# Камарго (муниципалитет Чиуауа)
Камарго (исп. Camargo) — муниципалитет в Мексике, штат Чиуауа с административным центром в городе Санта-Росалия-де-Камарго. Численность населения, по данным переписи 2010 года, составила 48 748 человек.

## Общие сведения
Название Camargo дано в честь инсургента в борьбе за независимость Мексики Игнасио Камарго.
Площадь муниципалитета равна 13747 км², что составляет 5,56 % от общей площади штата, а наивысшая точка — 1723 метра, расположена в поселении Бенаске.
Он граничит с другими муниципалитетами штата Чиуауа: на севере с Охинагой и Мануэль-Бенавидесом, на юге с Хименесом и Альенде, на западе с Сан-Франсиско-де-Кончосом, Ла-Крусом, Саусильо и Хулимесом, а на востоке граничит с другим штатом Мексики — Коауилой.

## Учреждение и состав
Муниципалитет был образован в 1820 году, в его состав входит 305 населённых пунктов, самые крупные из которых:
| Код INEGI | Населённый пункт                                                                          | Численность населения (2005 год) | Численность населения (2010 год) |
| --------- | ----------------------------------------------------------------------------------------- | -------------------------------- | -------------------------------- |
| 011       | Всего                                                                                     | 47209                            | 48748                            |
| 0001      | Санта-Росалия-де-Камарго (исп. Santa Rosalía de Camargo) 27°41′13″ с. ш. 105°10′21″ з. д. | 39149                            | 40221                            |
| 0016      | Альта-Виста (исп. Alta Vista) 27°43′01″ с. ш. 105°11′58″ з. д.                            | 829                              | 971                              |
| 0122      | Ла-Перла (исп. La Perla) 28°18′22″ с. ш. 104°32′48″ з. д.                                 | 898                              | 943                              |
| 0549      | Эль-Текуан (исп. El Tecuán) 27°38′25″ с. ш. 105°13′45″ з. д.                              | 493                              | 597                              |
| 0155      | Сан-Игнасио (исп. San Ignacio) 27°44′49″ с. ш. 105°11′12″ з. д.                           | 618                              | 576                              |
| 0092      | Маравильяс (исп. Maravillas) 27°46′26″ с. ш. 105°11′05″ з. д.                             | 341                              | 387                              |
| 0086      | Ла-Лагуна (исп. La Laguna) 27°37′03″ с. ш. 105°15′54″ з. д.                               | 380                              | 378                              |
| 0059      | Флореньо (исп. Floreño) 27°46′11″ с. ш. 105°09′46″ з. д.                                  | 376                              | 363                              |

## Экономика
По статистическим данным 2000 года, работоспособное население занято по секторам экономики в следующих пропорциях: сельское хозяйство, скотоводство и рыбная ловля — 18,7 %, промышленность и строительство — 31,2 %, сфера обслуживания и туризма — 47,2 %, прочее — 2,9 %.

## Инфраструктура
По статистическим данным 2010 года, инфраструктура развита следующим образом:
- электрификация: 98,8 %;
- водоснабжение: 98,3 %;
- водоотведение: 97,4 %.

## Фотографии

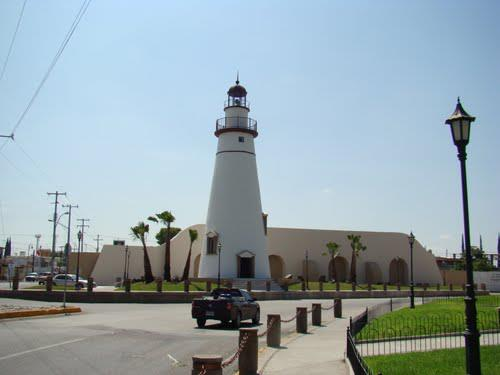
Маяк
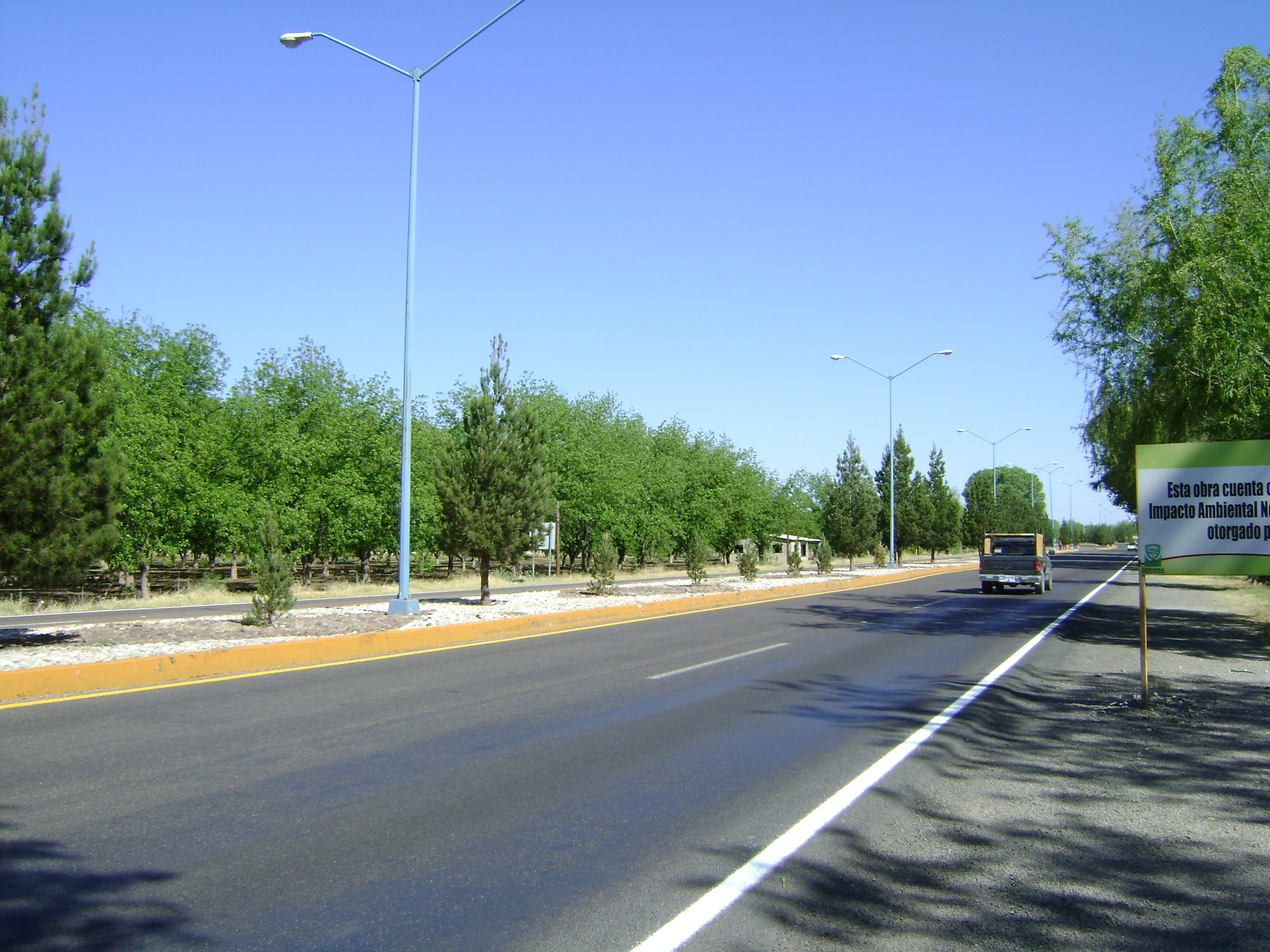
Шоссе 45, проходящее через муниципалитет